# Papež Samodržec
Papež Samodržec (cel naslov: Papež Samodržec. Notranja zgodba Frančiškovega papeštva) (italijansko Il papa dittatore;  angleško The Dictator Pope; nemško Der Papst Diktator) je knjiga, ki vsebuje kritični in osporavani življenjepis papeža Frančiška; napisal ga je angleški zgodovinar in pisatelj francoskega porekla, ki se je rodil v Španiji - Henry J. A. Sire pod psevdonimom "Marcantonio Colonna". 

## Vsebina
.
Knjiga postavlja politične in teološke izjave papeža Frančiška ter njegov slog vodenja v posebno argentinsko okolje ter ga primerja z nekdanjim predsednikom Juanom Perónom. Le-ta se je med svojim vladanjem lahko pogovarjal s popolnoma nasprotnimi političnimi usmeritvami in je vsaki pritrdil, češ da ima prav in da se z njo strinja.
Knjiga predstavlja ta domnevni odnos kot nekakšno neusmiljeno koristolovstvo glede na splet The Spectator.
Knjiga nam predstavlja ozadje nenadnega vzpona Bergolja na papeški položaj, pri čemer omenja domnevno modernistično-liberalno Sentgalensko stranko''. Sestavljali naj bi jo katoliški prelati na visokih položajih pod vodstvom jezuitskega kardinala Martinija, ki naj bi bil poskušal ovirati izvolitev za papeža kardinalu Ratzingerju med konklavom po smrti papeža Janeza Pavla II. leta 2005. Sklicujoč se na pisanje časopisa The Catholic Herald avtor namiguje, da je ta skupina postavila za svojega kandidata med konklavom 2013 Bergoglia. "Ker je Martini umrl, večina skupine pa je le za las dosegla mejno starost za udeležbo na papeških volitvah, so si bili v svesti, da se čas izteka in da je to njihova zadnja resnična priložnost."
Knjiga domneva, da je velik del prepirov, ki so spremljali  Škofovsko sinodo o družini, rezultat želje sentgalenske skupine, da bi spremenila katoliški moralni nauk, ki se nanaša na delitev svetega obhajila cerkveno poročenim ločencem, ki so se ponovno poročili. Podaja trditev, pri čemer citira kardinala Napierja, da je papež Frančišek namerno povabil na sinodo le tiste prelate, ki so se strinjali z njegovimi pogledi.
Obravnava tudi posege Vatikana v primerih frančiškanskih bratov Brezmadežne, suverenega malteškega viteškega reda, kakor tudi odpustitev treh članov kongregacije za  verski nauk. Proti temu je oporekal njen bivši predsednik kardinal Müller. Knjiga trdi, da papež Frančišek upravlja Rimsko kurijo "s strahovlado".
Ta kardinal – ki mu je papež Frančišek 2017 odvzel vodstvo omenjene kongregacije, je izrazil svoje pomisleke že leto prej v zvezi s posinodalno papeževo okrožnico Amoris laetitia, kakor tudi v zvezi s široko možnostjo, da ločeni in ponovno poročeni katoliški zakonci smejo prejemati sveto obhajilo. Vrh tega je izjavil dvom glede na celotno »amazonsko« teologijo, češ da je popustljiva ter ji manjka načelna teološka doslednost.
Po poročanju The Australiana je poleg bogoslovnih pomislekov osrednja tema te kritične knjige neuspelo Frančiškovo izvajanje finančne reforme in odprave korupcije v vatikanski upravi. Za oviranje spreureditve krivi kar štiri može: državnega tajnika Parolina, vodja Vatikanske banke Calcagna, prefekta družbe za katoliško izobrazbo Versaldija in predsednika Papeške komisije za državo Vatikan Bertella.
Razpravlja tudi o policijskem vpadu in kasnejši zaplembi velikega števila listin iz pisarn vrhovnega nadzornika Miloneja, ki ga je imenoval 2015 sam papež Frančišek in ki je bil že septembra 2017 prisiljen odstopiti s položaja v nejasnih okoliščinah.
First Things je poročal, da knjiga razpravlja o tem, kako je strokovno denarniško preiskavo družbe PwC, ki jo je naročil kardinal George Pell, 2016 ukinil namestnik za splošne zadeve, nadškof Becciu po ukazu kardinala Parolina.
Knjiga postavlja pod vprašaj vznesen sprejem Frančiškovega papeževanja v posvetnem Zahodnem svetu, zlasti v nekatoliških družbenih občilih; meni namreč, da je njegovo papeževanje med katoličani manj priljubljeno. To potrjuje upadanje obiska na Trgu sv. Petra za papeško sredino avdienco z visokih 51.617 v letu 2013 na manj kot 10.000 v letu 2016. Pod drobnogledom je tudi javna podoba glede skromnega papeža Frančiška.

### Sprejem
Knjiga je našla podporo v konservativnih in tradicionalistično usmerjenih laičnih publikacijah, kot je npr. The Catholic Thing, One Peter Five, The Remnant in  Church Militant.
Knjigo sta z mešanimi občutki sprejela Dan Hitchens v Catholic Heraldu in Philip Lawler v The Catholic World Reportu. 
Hitchens izjavlja, da knjiga vsebuje nedokazane trditve in da "ni za tiste, ki jih je zlahka pohujšati"; vendar je "napisana preudarno in resnično pronicljivo".
Hitchens je avtorja spraševal o trditvi v knjigi o "izginulem poročilu" Petra Hansa Kolvenbacha, nekdanjega vrhovnega generala Družbe Jezusove, ki naj bi trdil, da je mladi Frančišek, ko je bil šele kandidat za škofa, "neprimeren" za ta položaj zaradi "značajskih hib". Avtor je odgovoril, da ne gre za govorice, ampak za obvestila iz prve roke in sicer od duhovnika, ki je poročilo sam prebral.
Lawler je izjavil, da je knjiga "izdelek ogromne količine trdnega poročanja", vendar jo je kritiziral, ker ni zagotovila dokazov za svoje skrajnejše ali neverjetnejše trditve. Dejal je, da bo dejstvo, da je bilo delo pod psevdonimom izdano v samozaložbi, verjetno omejilo njegovo bralstvo in da je trpelo zaradi pomanjkanja urejanja vzporednih izdaj.

### Avtorstvo

#### Prikrito ime
Da bi prikril svojo istovetnost, se je avtor odločil pisati knjigo pod psevdonimom Marcantonio Colonna. To je bil italijanski plemič, ki se je boril v Bitki pri Lepantu. Avtor se je opisal kot zgodovinar, ki se je izobraževal na Oxfordski univerzi, zdaj pa živi v Rimu. "Colonna" je dejal, da je razlog, da je prikril svoje pravo ime iz bojazni pred povračilnimi ukrepi; meni pa, da ga bodo najbrž „razkrinkali” nasprotniki. Povedal je tudi, da so papežu Frančišku pokazali seznam šestih ljudi, za katere menijo, da bi lahko bili avtorji, in da je oseba v Angliji, ki je bila napačno osumljena, "prejela grozilne telefonske klice iz Rima". Tess Livingstone iz The Australiana je v Rimu opisal "podivjan lov na čarovnice", da bi odkrili avtorja.

#### Kdo je bilMarcantonio Colonna?
Marcantonio Colonna je italijansko moško ime in priimek, ki ga je nosilo skozi zgodovino več oseb; v našem primeru gre za katoliškega papeškega admirala, ki se je boril v bitki pri Lepantu. Marcantonio Colonna II. (1535–1584) je bil admiral, general in podkralj Sicilije, kakor tudi gospodar Marina. Pisatelj iz več tehtnih razlogov v začetku ni hotel razkriti svoje istovetnosti, pa je - kar niti ni redkost med književniki - knjigo izdal pod izmišljenim imenom, psevdonimom. Njegova knjiga Papež Samodržec je bila sprva objavljena v italijanščini, kasneje pa v angleščini, nato pa še v nekatderih  drugih jezikih. Njeno objavljanje je dvignilo veliko prahu, saj je naletela na zelo različen in nasprotujoč si sprejem; tako je postala v angleški izdaji uspešnica ter knjiga leta.
Množice, ki so navajene na smehljajočega se papeža, ki hoče biti složen z reveži in vsemi zatiranimi, čudi, kako to da te bukve kažejo pontifika v čisto drugačni luči in zavzemajo zelo kritičen pogled na papeža Frančiška in njegovo papeštvo nad katoliško Cerkvijo. Prav zaradi tega je naletela na najbolj nasprotujoče si odmeve: od navdušenaga sprejemanja do mrzlega odklanjanja. Prav to se je zgodilo z odmevi iz Vatikana. Kakor hitro je prišlo v javnost, za koga gre, je bil Sire izgnan iz malteškega reda, čigar član je do tedaj bil; on ni bil prav nič začuden, saj v tej potezi vidi le potrditev svojih stališč. 
Pisatelj namreč meni, da je z njegovo knjigo o papežu nastala "notranja zgodba najbolj trinoškega in nenačelnega papeštva sodobnega časa", in trdi, da papež Frančišek, čeprav se predstavlja kot ponižen, vlada Cerkvi pravzaprav s strahovlado in da se je povezal z nekaterimi najbolj pokvarjenimi elementi v Vatikanu.

#### Razkrinkanje
Dne 19. marca 2018 se je razvedelo, da je avtor te kritične knjige Henry Sire (H. J. A. Sire) , rojen 1949 v Barceloni – francoskega porekla. Po pisanju The Tableta je zgodovinar in član maltežanov Sire živel v Rimu v Malteški palači na Via dei Condotti od 2013 do 2017, ko je zbiral podatke za svojo knjigo The Knights of Malta: A Modern Resurrection, a po naročilu kneza in bivšega velikega mojstra reda Matthewa Festinga.
Sire je študiral v Angliji na jezuitskem Stonyhurst Collegeu in na Oxfordski univerzi (Exeter College, Oxford), in se kmalu uveljavil kot katoliški zgodovinar. Kakor hitro je bilo Sirejevo avtorstvo razkrito, je vodstvo Malteških vitezov, zdaj pod velikim mojstrom Giacomom, začasno preklicalo njegovo članstvo in se omejilo od njegove kritike papeža Frančiška.  Vodstvo ga je 19. novembra 2018 iz reda tudi izključilo..

### Različne izdaje
Ob izdaji leta 2017 je knjiga dosegla 4. mesto na seznamu uspešnic Amazon Kindla v nizu Religion and Spirituality. 
Založba Regnery Publishing je 23. aprila 2018 izdala preurejeno in posodobljeno angleško izdajo The Dictator Pope v trdi vezavi in obliki e-knjige. Izdajo zvočne knjige je istega dne dal v promet Blackstone Audio.

## Ocena
Na angleškem jezikovnem področju so knjigo ocenili s 4,05 zvezdicami od možnih 5.
Hans Jakob Bürger
| Franziskus ein "Diktator-Papst"? | Je Frančišek "Papež-Samodržec"? |
| --- | --- |
| Es ist wohl das umstrittenste Buch über Papst Franziskus, und die erste Auflage von "Diktatorpapst" ist bereits vergriffen – am 18. September 2018 erscheint die zweite, korrigierte und verbesserte, Auflage. Wie kontrovers das Buch ist, das zeigt bereits die Beschreibung des Konklave: Jorge Mario Bergoglio, damals Erzbischof von Buenos Aires, habe bereits vor dem Amtsverzicht von Papst Benedikt XVI. über dessen überraschenden Schritt Bescheid gewußt. Damit, so die Behauptung, konnten sich Bergoglio und die ihn unterstützende "Mafia von Sankt Gallen" entsprechend vorbereiten und das Konklave dominieren. Als das Pseudonym über den englischen Verlag offiziell aufgedeckt wurde, antwortete Sire auf die Frage, warum er das Buch geschrieben habe, wie folgt: Er habe, da er in Rom lebte, die Kluft wahrgenommen, die zwischen dem Medien-Image des Papstes und der Realität liege: Die Menschen im Vatikan kannten Franziskus ganz anders, so Sire. Der Autor betonte, er habe eigentlich gewollt, dass diese Menschen das auch dem Papst sagen; ebenso wie was sie von ihm erwarteten. Ihm sei es aber wichtig gewesen, die Menschen auf diesen Umstand einer falschen Wahrnehmung hinzuweisen und zu warnen. Bei einem künftigen Konklave solle nicht noch einmal derselbe Fehler gemacht werden, so Sire, nämlich einen Kardinal zu wählen, den niemand kenne und der sich dann als ein ganz anderer herausstelle, als man erwartet habe. | Gre za verjetno najbolj sporno knjigo o papežu Frančišku in prva izdaja "Diktatorpapsta" je že izšla iz tiska - druga, popravljena in izboljšana izdaja bo izšla 18. septembra 2018. Opis konklava izraža nekatere najbolj sporne trditve: Jorge Mario Bergoglio, takratni nadškof Buenos Airesa, je vedel za Benediktov odstop že preden je papež Benedikt XVI. storil ta presenetljivi korak. To je, tako pravi knjiga, omogočilo Bergogliu in »Sentgalenski mafiji«, ki ga je podpirala, da so se ustrezno pripravili in prevladovali na konklavu. Ko je psevdonim uradno razkril angleški založnik, je Sire na vprašanje, zakaj je napisal knjigo, odgovoril: »Ko je živel v Rimu, je zaznal vrzel, ki obstaja med medijsko podobo papeža in stvarno papeževo. Ljudje v Vatikanu Frančiška poznajo popolnoma drugače, je dejal Sire. Avtor je poudaril, da je pravzaprav želel, da bi ti ljudje povedali papežu, kaj so pravzaprav od njega pričakovali. Vendar se mu je zdelo pomembno opozoriti ljudi na to dejstvo napačnega ovrednotenja. V prihodnjem konklavu, je dejal Sire, ne bi smeli ponoviti iste napake, namreč izvoliti kardinala, ki ga nihče ne pozna in ki se nato izkaže za popolnoma drugačnega, kot bi pričakovali. |

Michael Mannheimer
| Der Papst ist die Kirchliche Variante von Juan Perón. | Papež je cerkvena različica Juana Peróna. |
| --- | --- |
| La Verità: Warum ist Bergoglio Ihrer Meinung nach ein „Diktator“? Marcantonio Colonna: Die Bedeutung des Wortes „Diktator“ ist die eines Souveräns, der seinen persönlichen Willen unter Mißachtung von Recht und Gesetz ausübt. Das ist etwas ganz anderes als die rechtmäßige Autorität, die dem Oberhaupt der katholischen Kirche traditionell zukommt. Ich könnte erneut auf Kardinal Müller verweisen. Er versuchte seine drei Untergebenen zu verteidigen, als sie entlassen wurden. Dafür erhielt er vom Papst die Antwort: „Ich bin der Papst und bin für keines meiner Worte eine Erklärung schuldig.“ Das ist nicht die Art, in der die Päpste traditionell ihre Autorität ausüben. Indem ich Papst Franziskus einen Diktator nenne, wollte ich auch die engen Parallelen zwischen seinem Stil und dem von Juan Peron aufzeigen, den Diktator von Argentinien in Bergoglios Jugend. Sein Einfluß ist entscheidend, um den Stil von Franziskus zu erklären. Wie ich im Buch sage, ist er die kirchliche Umsetzung von Juan Peron. | La Verità: Zakaj mislite, da je Bergoglio "samodržec (diktator)"? Marcantonio Colonna: Pomen besede "samodržec" je vladar, ki uveljavlja svojo osebno voljo ob nespoštovanju zakona in reda. To se zelo razlikuje od zakonite avtoritete, ki je izročilno podeljena vodju katoliške Cerkve. Ponovno bi se lahko skliceval na kardinala Müllerja. Svoje tri podrejene je poskušal braniti, ko so bili odpuščeni. Za to je od papeža prejel odgovor: "Sem papež in nisem dolžan razlagati svojih besed." To ni način, na katerega papeži navadno izvajajo svojo oblast. Ko sem papeža Frančiška označil za samodržca, sem želel pokazati tudi tesne vzporednice med njegovim načinom in načinom Juana Perona, samodržca Argentine v Bergogliovi mladosti. Njegov vpliv je ključen pri razlagi Frančiškovega sloga; kot pravim v knjigi, je cerkveno udejanjanje Juana Perona. |

Eoghan Rua
| Perón was a uniter, Bergoglio a divider. | Peron je bil združitelj, Bergoglio je ločitelj. |
| --- | --- |
| The intrigues of the Bergoglio Papacy are laid out quite well here in this book by English historian Henry Sire and what is revealed behind the public mask of humility is the quite thuggish behind closed doors reality of Jorge Mario Bergoglio. Sire writes from a conservative Catholic view and that should be kept in mind. Sire's claim that Bergoglio is a Papal equivelent of Juan Perón, is, I think, a little unfair to Perón who was by any measure a very skilled and successful political operator and this claim may reflect an English conservative bias. Unlike Perón who was able to bring together his Argentine compatriots from different political fields behind him during the Cold War, Bergoglio is the most hated Pope by Catholics of modern times (though loved by liberals). Perón was a uniter, Bergoglio a divider. Bergoglio can only be understood for what he is; a rather low intelligence former bouncer from Buenos Aires, who came to power almost by accident as the front man for far more cunning and intelligent Western European (Germanic) liberal clerics who had been pushing their agenda for some time, namely: Cardinal Danneels and Cardinal Kasper. | Spletke Bergoljevega papeštva so tukaj v tej knjigi angleškega zgodovinarja Henryja Sireja precej dobro razložene in tisto, kar se razkriva za javno krinko ponižnosti, je precej razbojniška resničnost Jorgeja Maria Bergoglia za zaprtimi vrati. Sire piše s konservativnega katoliškega stališča in to je treba upoštevati. Sireova trditev, da je Bergoglio papeški dvojnik Juana Peróna, je po mojem mnenju nekoliko nepoštena do Peróna, ki je bil v vsakem primeru zelo spreten in uspešen politični dejavnik, in ta trditev lahko odraža angleško konservativno pristranskost. Za razliko od Peróna, ki je med hladno vojno znal za seboj združiti svoje argentinske rojake z različnih političnih področij, je Bergoglio med katoličani sodobnega časa najbolj osovražen papež (čeprav ga imajo radi liberalci). Perón je bil združevalec, Bergoglio pa ločevalec. Bergoglia je mogoče razumeti samo zaradi tega, kar je; dokaj nizkointeligentni nekdanji izbijač iz Buenos Airesa, ki je prišel na oblast skoraj po naključju kot spremljevalec veliko bolj premetenih in inteligentnih zahodnoevropskih (nemških) liberalnih klerikov, ki so že nekaj časa uveljavljali svojo agendo, in sicer: kardinal Danneels in kardinal Kasper. |

Robert Royal
| The Dictator Pope: 90% of it is ‘simply incontrovertible’. | Papež Samodržec: 90% je 'kratkomalo nesporno'. |
| --- | --- |
| The title above is the name of a book that appeared last Monday in English (after earlier publication in Italian) by a writer who has assumed a grand Renaissance pseudonym: Marcantonio Colonna (an admiral at Lepanto). He evidently could not publish under his real name, for fear of reprisals. But the case he lays out is largely convincing: that Pope Francis has carefully cultivated an image in public as the apostle of mercy, kindness, and openness; in private, he’s authoritarian, given to profanity-laced outbursts of anger, and manipulative in pursuing his agenda. This is hardly news, least of all in Rome. This volume, however, is far more probing and detailed than anything that has previously appeared. It sometimes stretches evidence, but the sheer amount of evidence it provides is stunning. About 90 percent of it is simply incontrovertible, and cannot help but clarify who Francis is and what he’s about. | Zgornji naslov je ime knjige, ki je prejšnji ponedeljek izšla v angleščini (po predhodni objavi v italijanščini) pisatelja, ki je prevzel velik renesančni psevdonim: Marcantonio Colonna (admiral v Lepantu). Očitno ni mogel objavljati pod svojim pravim imenom, ker se je bal maščevanja. Toda primer, ki ga predstavlja, je v veliki meri prepričljiv: da je papež Frančišek v javnosti skrbno gojil podobo apostola usmiljenja, prijaznosti in odprtosti; zasebno pa je samovoljen, nagnjen k izbruhom jeze s preklinjanjem in izrabljanju ljudi pri uresničevanju svojih ciljev. To ni nobena novica, še najmanj v Rimu. Ta zvezek pa je veliko bolj preizkušen in podroben kot vse, kar se je pojavilo prej. Včasih sicer razteguje dokaze, vendar je sama količina dokazov, ki jih ponuja, osupljiva. Približno 90 odstotkov tega je preprosto neizpodbitnega in ne more drugega kot pomagati pri pojasnjevanju, kdo je Frančišek in o čem pravzaprav govori. |

### O knjigah
(angleško)
- The Dictator Pope by Marcantonio Colonna. © 2024 Goodreads, Inc.
- "The Dictator Pope" Book Review By Chris Ferrara - Catholic Family News
- La maschera di Bergoglio (Italian Edition) by H.J.A. Sire (Goodreads)
- Phoenix from the Ashes: The Making,... by Sire, H.J.A. (amazon.co.uk)
- H.J.A. Sire (Author of Phoenix from the Ashes) © 2024 Goodreads, Inc.
- The Dictator Pope Archives - LifeSite (lifesitenews.com)

(italijansko)
- “La maschera di Bergoglio. I segreti di papa Francesco”. Un libro di Henry Sire passa al setaccio la vita del Papa argentino, additandolo tiranno. – Il blog di Carlo Franza (ilgiornale.it)

(francosko)
- Buy on Amazon De dictator-paus. Marcantonio Colonna (© 2024 Goodreads, Inc.)
- Phoenix from the Ashes: The Making,... by Sire, H.J.A. (amazon.co.uk)
- H.J.A. Sire (Author of Phoenix from the Ashes) © 2024 Goodreads, Inc.

### O pisatelju
(angleško)
- Marcantonio Colonna (Author of The Dictator Pope) (goodreads.com)
- Real name of mysterious author behind ‘The Dictator Pope’ revealed. His true identity was revealed today by his publisher.
- RORATE CAELI: Major interview by Henry Sire (author of the Dictator Pope): "Essentially the problem is that Bergoglio has no real principles, like the typical Peronist that he is." (rorate-caeli.blogspot.com)
- VIDEO: Historian Henry Sire Discusses His Book ‘The Dictator Pope’| National Catholic Register (ncregister.com)